# تشاستروو
تشاستروو (به چکی: Častrov) یک منطقهٔ مسکونی در جمهوری چک است که در ناحیه پلهریموو واقع شده‌است. تشاستروو ۳۵٫۸ کیلومتر مربع مساحت و ۵۹۹ نفر جمعیت دارد و ۶۰۴ متر بالاتر از سطح دریا واقع شده‌است.